# Ensam ung kvinna söker
Ensam ung kvinna söker (originaltitel: Single White Female) är en amerikansk thriller från 1992, regisserad av Barbet Schroeder och med Bridget Fonda och Jennifer Jason Leigh i huvudrollerna. Filmen är baserad på romanen Bekantskap sökes av John Lutz.
Filmen fick en orelaterad uppföljare, Ensam ung kvinna söker... igen, som släpptes direkt till video 2005.

## Handling
Allison Jones (Bridget Fonda) är en framgångsrik mjukvarudesigner som bor i New York med sin fästman Sam (Steven Weber). När hon får veta att Sam har varit otrogen mot henne med sin exfru kastar hon ut honom ur lägenheten. Genast annonserar hon efter en ny rumskompis och det dröjer inte länge förrän Hedra "Hedy" Carlson (Jennifer Jason Leigh) flyttar in. Allt tycks perfekt och de blir snabbt mycket goda vänner. 
Hedy verkar vara snäll och försiktig till en början men med tiden uppvisar hon ett alltmer märkligt beteende. När hon börjar klä sig i likadana kläder som Allison och klipper håret i samma frisyr så börjar Allison förstå att det är något som inte stämmer med Hedy.

## Rollista
| Bridget Fonda        | – Allison "Allie" Jones |
| Jennifer Jason Leigh | – Hedra "Hedy" Carlson  |
| Steven Weber         | – Sam Rawson            |
| Peter Friedman       | – Graham Knox           |
| Stephen Tobolowsky   | – Mitchell Myerson      |
| Frances Bay          | – äldre granne          |
| Jessica Lundy        | – pratsam rumssökande   |

## Mottagande
Ensam ung kvinna söker fick blandade recensioner av kritiker. På Rotten Tomatoes har filmen ett medelbetyg på 56%, baserat på 39 recensioner (22 positiva, 17 negativa), och ett genomsnittsbetyg på 5,3 av 10.
Jennifer Jason Leigh vann en MTV Movie Award för bästa skurk.